# شورای فرهنگی بریتانیا
شورای فرهنگی بریتانیا (به انگلیسی: British Council) سازمانی بریتانیایی فعال در ارائهٔ فرصت‌های آموزشی و فرهنگی در عرصهٔ بین‌الملل است. این شورا که به عنوان سازمانی خیریه در انگلستان، ولز و اسکاتلند ثبت شده‌است، در سال ۱۹۳۴ با نام «کمیتهٔ بریتانیا برای روابط با دیگر کشورها» تأسیس شد و جورج ششم در سال ۱۹۴۰ با صدور فرمان شاهی، به فعالیت آن رسمیت بخشید. تأسیس شورا تحت تأثیر عقیدهٔ سر رجینالد لیپر صورت گرفت که معتقد بود «تبلیغات فرهنگی» در پیشبرد منافع بریتانیا مهم است. وزارت امور خارجهٔ بریتانیا مسئولیت پشتیبانی مالی شورا را بر عهده دارد گرچه شورا در تصمیم‌گیری و پیشبرد امور روزانه‌اش مستقل است.